# Efecto Penn
El efecto Penn es el descubrimiento económico de que las proporciones de ingreso real entre los países de alto y bajo ingreso son sistemáticamente exageradas por la conversión del producto interno bruto en los tipos de cambio de mercado. Ha sido un resultado econométrico consistente por al menos cincuenta años. 
El efecto Balassa-Samuelson es un modelo económico citado como la principal causa del efecto Penn por economistas neoclásicos, así como un sinónimo del efecto Penn.